# Læsø Herred
Læsø Herred var en del af det tidligere Hjørring Amt og det nuværende Region Nordjylland.
Læsø hørte i middelalderen under Vendsyssel, senere kom herredet under Ålborghus Len, og fra 1660 Ålborghus Amt. I 1707 lagdes det under Hald Amt, Øen hørte under Viborg Stift, men ved Viborg Amts oprettelse i 1794 blev det flyttet til det året før oprettede Hjørring Amt.
I Læsø Herred ligger følgende sogne:
- Byrum Sogn
- Hals Sogn
- Vesterø Sogn